# Clavulinopsis luteonana
Clavulinopsis luteonana är en svampart som beskrevs av Schild 1971. Clavulinopsis luteonana ingår i släktet Clavulinopsis och familjen fingersvampar.   Inga underarter finns listade i Catalogue of Life.